# Гамильтон, Джеймс, 3-й граф Арран
Джеймс Гамильтон (англ. James Hamilton; ок. 1537 — 1609) — шотландский аристократ, 3-й граф Арран с 1575 года, лидер радикальных протестантов середины XVI века, неоднократный соискатель руки королев Англии и Шотландии.
Джеймс Гамильтон был старшим сыном Джеймса, 2-го графа Аррана и, позднее, герцога де Шательро. В детстве Джеймс оказался в заложниках у протестантских экстремистов, которые в мае 1546 года захватили Сент-Эндрюсский замок и убили кардинала Битона, канцлера Шотландии и лидера католической партии. На протяжении более года мальчик содержался в заключении, являясь гарантией против ответных действий со стороны его отца, регента страны. Лишь неожиданная атака французского экспедиционного корпуса 31 июля 1547 года позволила захватить замок и освободить Джеймса.
Будучи старшим сыном всесильного герцога де Шательро, наследника шотландского престола и регента страны в период несовершеннолетия королевы Марии Стюарт, молодой Джеймс стал разменной монетой в планах Гамильтонов по овладению короной. Фактически с самого рождения Марии Стюарт её прочили в жены Джеймсу. А уже в 1543 году король Англии Генрих VIII предложил Джеймсу за согласие его отца на брак королевы Шотландии и принца Уэльского руку своей младшей дочери Елизаветы, будущей королевы Англии. Однако разрыв регента с Англией в конце 1543 года не позволил осуществиться этому проекту. Планы брака Джеймса с Марией Стюарт также провалились: после английских вторжений 1544—1546 годов Шотландия чрезвычайно нуждалась в военной помощи Франции, и герцог Шательро был вынужден согласиться на брак королевы с дофином Франциском в обмен на ввод французских войск в Шотландию. В качестве компенсации молодому Джеймсу Гамильтону обещали руку одной из французских принцесс. В мае 1548 года он отплыл во Францию, где провёл более 10 лет в свите королевы Марии Стюарт и, позднее, в качестве командующего шотландскими гвардейцами на службе у короля Франции.
Разразившаяся в 1559 году в Шотландии протестантская революция открыла перед Арраном, который за время нахождения во Франции сблизился с гугенотами, новые возможности. В рядах восставших шотландских протестантов родилась идея свержения католички Марии Стюарт и передачи престола молодому Аррану, чей брак с Елизаветой I Английской, должен был обеспечить в стране протестантства. В мае 1559 года Арран бежал из Парижа и, несмотря на закрытие французских портов и попытки короля Франции схватить Гамильтона, ему удалось через Швейцарию и Нидерланды пробраться в Англию. В Лондоне он встретился с королевой Елизаветой, которая однако воздержалась от ответа на его предложение о браке. К середине сентября 1559 года Арран тайно вернулся в Шотландию, чтобы возглавить шотландских протестантов. Гражданская война завершилась в 1560 году победой протестантов, которым удалось захватить власть в стране и утвердить основы новой государственной церкви.
Однако надежды Аррана вновь не осуществились: в начале 1561 года Елизавета I заявила о своем отказе от руки Джеймса. Вскоре в Шотландию вернулась королева Мария Стюарт, овдовевшая после смерти своего первого мужа короля Франции Франциска II. Радикальные протестанты во главе с проповедником Джоном Ноксом потребовали, чтобы Мария вышла замуж за Аррана, надеясь тем самым гарантировать господство протестантской религии в стране. Королева отказалась, возобновив католическое богослужение при дворе.
Отказ Марии Стюарт стал последней каплей для Аррана: череда блестящих перспектив браков, каждый раз оборачивающихся крахом и разочарованием, вызвала душевный срыв у Джеймса Гамильтона. В 1562 году он был помещён как душевнобольной под медицинский надзор, и оставался в таком состоянии до самой своей смерти в 1609 году. В 1581 году, пользуясь болезнью Гамильтона, король Шотландии Яков VI конфисковал графство Арран, передав его своему фавориту Джеймсу Стюарту, но в 1585 году по решению парламента графство было возвращено Джеймсу Гамильтону.